# Georgina Leonidas
Pour les articles homonymes, voir Léonidas (homonymie).
Georgina Leonidas, née le 28 février 1990 à Londres en Angleterre, est une actrice britannique.

## Biographie
Elle naît à Londres en Angleterre, de Harry et Lesley Leonidas. Son père est d'origine chypriotes grecs et sa mère est d'origine galloise. Elle a deux sœurs, prénommées Helena et Stephanie et un frère, prénommé Dimitri.
En 2009, elle étudie à la National Youth Theatre à Londres.

## Théâtre
- 1999 : Les Misérables, Palace Theatre, Londres : Cosette jeune
- 2010 : First Time Voters, mise en scène de Joe Murphy, The Bush Theatre, Londres : le maître de cérémonie[4]
- 2012 : The Real Thing, mise en scène de Kate Saxon, English Touring Theatre / West Yorkshire Playhouse, Leeds : Debbie
- 2013 : That Face (en), mise en scène de Tara Robinson, Landor Theatre, Londres : Izzy
- 2014 : Black Coffee, mise en scène de Joe Harmston, Bill Kenwright UK Tour, Londres : Lucía Amory[5]
- 2014-2015 : La Belle et la Bête (Beauty and the Beast), Theatre Royal Windsor, Londres : Belle[6],[7]
- 2016 : Small Hours, mise en scène de Alan Cohen, Theatre Royal Windsor, Londres : Millie[8]
- 2017 : Awful Auntie, mise en scène de Neal Foster, Birmingham Stage Company, Londres : Stella

## Filmographie

### Cinéma

#### Longs métrages
- 2009 : Harry Potter et le Prince de Sang-Mêlé (Harry Potter and the Half-Blood Prince) de David Yates : Katie Bell
- 2009 : Nine de Rob Marshall : la fille de Matron
- 2010 : Harry Potter et les Reliques de la Mort: Première partie (Harry Potter and the Deathly Hallows – Part 1) de David Yates : Katie Bell
- 2011 : Harry Potter et les Reliques de la Mort: Deuxième partie (Harry Potter and the Deathly Hallows – Part 2) de David Yates : Katie Bell
- 2012 : Papadopoulos & Sons (en) de Marcus Markou : un docteur

#### Courts métrages
- 2008 : Baghdad Express de Nimer Rashed : Maya
- 2013 : Untouchable de Lana Maclver : Simone

### Télévision

#### Séries télévisées
- 2002-2007 : The Basil Brush Show (en) : Molly (49 épisodes)
- 2007 : Holby City : Ali Jarvis (saison 9, épisode 22)
- 2009 : Mythe : Andra (saison 1, épisode 3)
- 2009 : Flics toujours : Kiraz Yilmaz (saison 6, épisode 3)
- 2013 : Sorciers vs Aliens : Gemma Raven (saison 2, épisodes 7 et 8)
- 2015 : Father Brown (en) : Emily Fletcher (saison 3, épisode 9)